# 동아시아 청소년 경기 대회
동아시아 청소년 경기 대회(East Asian Youth Games, 동아시안 유스 게임)는 동아시아 경기 대회 연맹(EAGA)에서 주관하는 국제 종합 스포츠 경기 대회로 아시아 올림픽 평의회(OCA) 회원국 중 동아시아 국가들과 오세아니아 국가 올림픽 위원회 회원국인 괌이 참가하는 대회이며 2023년 동아시아 청소년 경기 대회를 시작으로 4년마다 개최될 예정이다.

## 역사
동아시아 청소년 경기 대회는 1993년부터 2013년까지 개최되었던 동아시아 경기 대회를 모태로 하며 중앙아시아 경기 대회, 동남아시아 경기 대회, 남아시아 경기 대회, 서아시아 경기 대회와 함께 OCA의 지역 대회를 이룬다.
동아시아 경기 대회 연맹은 2014년 10월 24일에 중국 베이징에서 개최된 이사회에서 첫 대회 개최지로 대만 타이중을 2019년 동아시아 청소년 경기 대회 개최 도시로 선정했으나 2018년 7월 24일 열린 동아시아 경기 대회 연맹 임시 이사회에서 중국이 대만의 일부 민간 단체가 2020년 하계 올림픽에서 '중화 타이베이'가 아닌 '대만' 명의로 참가하자는 서명 활동을 전개하고 있다는 것을 문제삼아 타이중의 개최권을 박탈할 것을 제안했으며 투표 결과 중국, 홍콩, 마카오, 몽골, 대한민국, 북한이 찬성하고 대만이 반대, 일본이 기권하면서 해당 안건은 통과되었다.

## 경기 종목
처음 열린 2023년 대회에서는 총 11개 종목이 치러졌다.
- 농구
  - 농구
  - 3x3 농구
- 레슬링
- 배구
- 배드민턴
- 볼링
- 유도
- 육상
- 축구
- 탁구
- 태권도
- e스포츠

## 참가국
동아시아 경기 대회 연맹 소속 국가 올림픽 위원회 8개국이 전부 참여하며 오세아니아 국가 올림픽 위원회 소속 국가 올림픽 위원회도 1개국이 참여한다.
- 괌a
- 대한민국
- 마카오
- 몽골
- 일본
- 북한
- 중국
- 대만
- 홍콩

Notes
^a 옵저버로 준회원국이다.

## 역대 대회
| 대회 | 연도   | 개최국                                | 개최도시                              | 개막선언                              | 개막일                                | 폐막일                                | 참가국                                | 참가선수                              | 종목                                  | 세부종목                              | 1위 국가                              |                                       |
| ---- | ------ | ------------------------------------- | ------------------------------------- | ------------------------------------- | ------------------------------------- | ------------------------------------- | ------------------------------------- | ------------------------------------- | ------------------------------------- | ------------------------------------- | ------------------------------------- | ------------------------------------- |
| 1    | 2019년 | 타이중에서 개최될 예정이었지만 취소됨 | 타이중에서 개최될 예정이었지만 취소됨 | 타이중에서 개최될 예정이었지만 취소됨 | 타이중에서 개최될 예정이었지만 취소됨 | 타이중에서 개최될 예정이었지만 취소됨 | 타이중에서 개최될 예정이었지만 취소됨 | 타이중에서 개최될 예정이었지만 취소됨 | 타이중에서 개최될 예정이었지만 취소됨 | 타이중에서 개최될 예정이었지만 취소됨 | 타이중에서 개최될 예정이었지만 취소됨 | 타이중에서 개최될 예정이었지만 취소됨 |
| 2    | 2023년 | 몽골                                  | 울란바토르                            | 오흐나깅 후렐수흐                     | 8월 16일                              | 8월 23일                              | 7                                     | 1,112                                 | 11                                    | 88                                    | 중국                                  |                                       |